# Dangã
Dangã (em persa: دامغان; romaniz.: Dāmghān) é a cidade da província de Semnã, no Irã. Está a 1 163 metros de altitude e segundo censo de 2016, havia 59 106 habitantes.